# Bagram
Bagram – miasto w środkowym Afganistanie, w prowincji Parwan. Leży około 60 km na północ od Kabulu. Pochodzi jeszcze z czasów starożytnych. W mieście znajduje się Baza lotnicza Bagram. W 2021 roku liczyło ponad 119 tys. mieszkańców.
W roku 1938 belgijscy archeolodzy prowadzący wykopaliska w centrum miasta odkryli zamurowane pomieszczenie, w którym ukryte były skarby pochodzące ze wszystkich stron świata. W skład tzw. skarbu z Bagram wchodziły m.in.:
- rzymskie puchary z alabastru i szkła. Na jednym z nich umieszczony był rysunek latarni morskiej na Faros;
- indyjskie plakietki z kości słoniowej zdobione scenami z życia Buddy;
- kawałki kości słoniowej z rzeźbieniami w stylu partyjskim

Znalezione przedmioty pochodziły z okresu pomiędzy I wiekiem p.n.e. a połową III wieku n.e., stąd część uczonych uważa, że w pomieszczeniu zbierane było myto pobierane od przejezdnych kupców.